# Reeva Steenkamp
Reeva Rebecca Steenkamp, född 19 augusti 1983 i Kapstaden, död 14 februari 2013 i Pretoria, var en sydafrikansk fotomodell. Hon var vid sin död flickvän till den olympiska idrottsstjärnan Oscar Pistorius. Den 14 februari 2013 hittades hon skjuten till döds i Pistorius bostad, och i december 2015 dömdes Pistorius för mord på henne. Rättsfallet har fått stor internationell uppmärksamhet..

## Bakgrund
Steenkamp föddes i Kapstaden, familjen flyttade senare till Port Elizabeth, där hon gick på St Dominic's Priory School. Efter skolan studerade hon juridik vid University of Port Elizabeth, som blev en del av Nelson Mandela Metropolitan University, där hon tog kandidatexamen i juridik 2005.

## Karriär
Efter universitetet arbetade Steenkamp som juristbiträde och som fotomodell. Hon sökte till advokatsamfundet i slutet av 2011 och hoppades bli en kvalificerad advokat vid 30 års ålder. Steenkamp började modella vid 14 års ålder. Hon var finalist i tidningen Weekend Posts Faces of the Future-tävlingen 2004 och i Herald Miss Port Elizabeth-tävlingen 2005.
Hon dök upp i FHM magazine som modell och omslagsflicka och var modell för Avon kosmetika i Sydafrika. Hon modellade också för smyckesföretaget Sivana Diamonds. Hon rankades som #40 i FHM 100 sexigaste kvinnor i världen i en undersökning av sydafrikanska FHM-läsare 2011. Hennes stilikon var Marc Jacobs.
Hon var ett kändisansikte i Spirit Day-kampanjen mot mobbning 2012. Hon spelade huvudrollen i tv-reklam för en rad produkter, inklusive Toyota Land Cruiser, Clover "The One", Redds och Aldor Pin Pop. Hon medverkade som kändisdeltagare i BBC Lifestyle-showen Baking Made Easy 2012.
Vid tiden för hennes död skrev Steenkamp på för att medverka i säsong fem av reality-tv-programmet Tropika Island of Treasure och hade filmat serieavsnitten på plats i Jamaica. Visningen av serien började sändas som planerat den 16 februari 2013, två dagar efter hennes död. Det första avsnittet av serien tillägnades Steenkamp och föregicks av en videohyllning till henne.

## Privatliv
Reeva Steenkamp var en hängiven ryttare tills hon bröt ryggen i ett fall i  20-årsåldern och fick lära sig att gå igen. Hon var en kändis och syntes ofta på VIP tillställningar och modeshower.